# Magasin du Nord
Magasin du Nord est une chaîne de grands magasins au Danemark, membre fondateur de l'Association Internationale des Grands Magasins en 1928.

## Historique

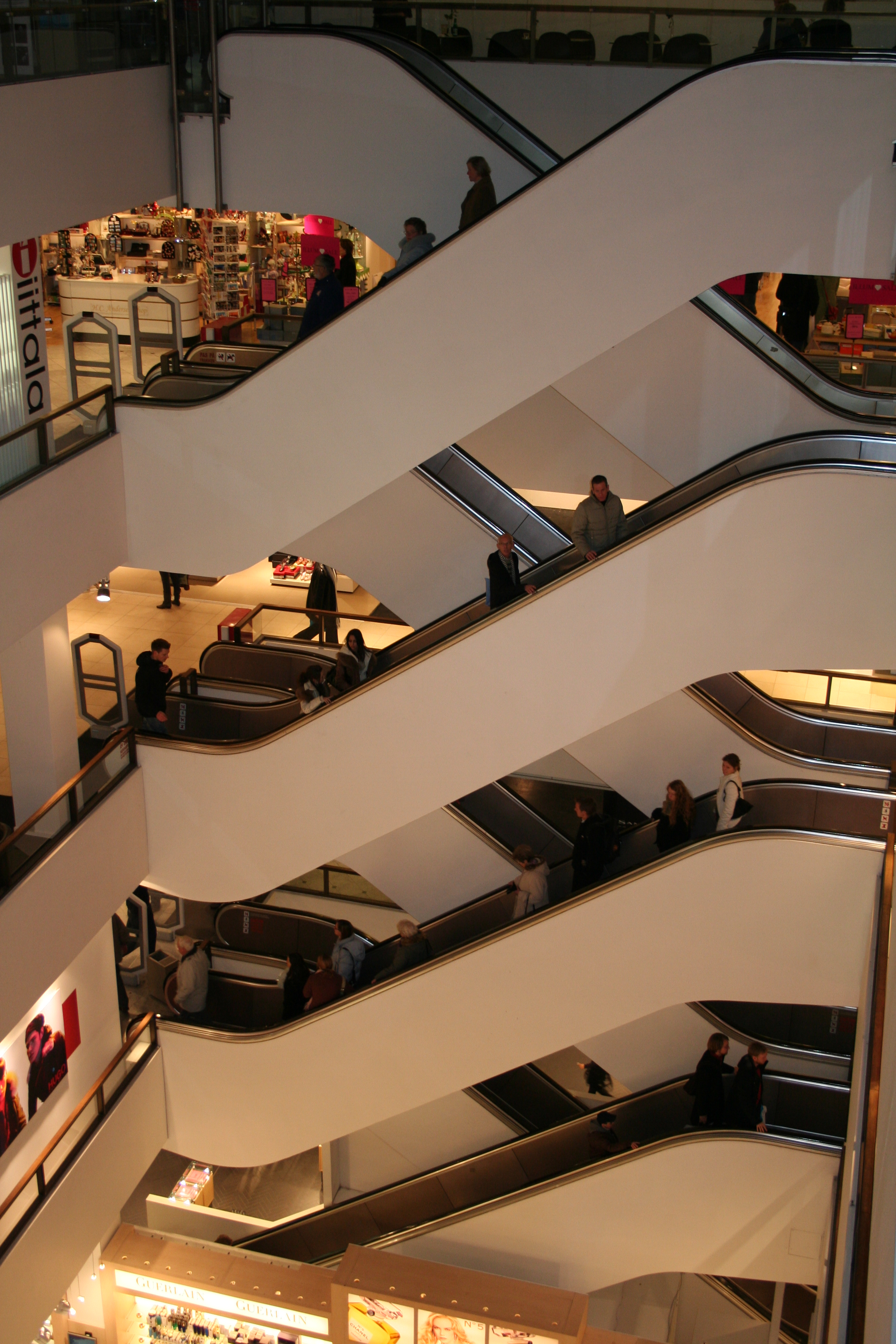
L'entrecroisement des escaliers mécaniques dans le grand magasin de Copenhague.

Le Magasin du Nord de Copenhague n'a rien de français. Les origines de ce Department Store danois remontent à 1868, quand Theodor Wessel et Emil Vett ouvrirent un premier magasin à Aarhus, à l'ouest du Danemark. Ce fut immédiatement un succès. En 1870, ils décidèrent donc d'inaugurer un second commerce à Copenhague, dans un local loué au sein de l'ancien Hôtel du Nord, un établissement très chic de l'époque où résida entre autres Hans Christian Andersen entre 1838 et 1847.
Les années qui suivirent, le magasin de Wessel et Vett prospéra tellement qu'ils durent louer un espace de vente de plus en plus grand au sein de l'hôtel. Petit à petit, ils finirent par occuper tellement de place qu'ils acquirent tout le bâtiment en 1889. Ce dernier fut alors renommé Magasin du Nord en hommage au nom de l'ancien hôtel de Copenhague qu'il était.
Le bâtiment actuel du Magasin du Nord date de 1893, après avoir été reconstruit dans un style de Nouvelle Renaissance française. 
Magasin a prospéré jusque dans les années 1990. Il a même racheté ses principaux concurrents des rues commerçantes et touristiques de Copenhague. Mais les ennuis financiers survenus quelques années plus tard ont poussé les principaux actionnaires du Magasin à vendre. Les héritiers des fondateurs n'ayant pas les moyens de poursuivre l'aventure, Magasin du Nord fut repris par une holding islandaise en novembre 2004.
Aujourd'hui, Magasin du Nord est plus qu'un simple établissement. Le Department Store de Kongens Nytorv, à Copenhague, a en effet fait des petits à travers tout le Danemark. Le groupe qui détient cette chaîne de magasins n'emploie pas moins de 1700 personnes en 2008.

## Départements
À l'intérieur, des enseignes aussi célèbres que Topshop, Hugo Boss, Lacoste ou ESPRIT côté mode, ainsi que toutes les marques de cosmétiques du côté des parfums et maquillage se partagent les sept étages du bâtiment.
Magasin du Nord comporte également tout un étage consacré à la maison avec ustensiles de cuisine, linge de lit et autres décorations branchées. Au même étage, la chaîne de jouets britannique Hamley's dispose d'une zone de vente près de laquelle on trouve un coin géré par l'enseigne Games consacré aux jeux vidéo.
Plus loin, on trouve une librairie relativement bien fournie. Le dernier étage est l'endroit où se restaurer puisqu'un restaurant gastronomique ainsi qu'une cafétéria meilleur marché s'y trouvent. Les places près des fenêtres offrent une belle vue sur Kongens Nytorv et le Royal Danish Theatre. Quant au sous-sol, il propose un endroit où faire ses courses pour la semaine. Il dispose également de nombreux stands où manger sur le pouce et un magasin de journaux où l'on trouve de la presse étrangère.

### Source
- Cet article est partiellement ou en totalité issu du site Travel Pics, le texte ayant été placé par l’auteur ou le responsable de publication sous la licence de documentation libre GNU ou une licence compatible.